# Eilandheidelibel
De Eilandheidelibel (Sympetrum nigrifemur) is een echte libel (Anisoptera) uit de familie van de korenbouten (Libellulidae).
De soort staat op de Rode Lijst van de IUCN als niet bedreigd, beoordelingsjaar 2009, de trend van de populatie is volgens de IUCN dalend. De soort komt voor op Madeira en de Canarische Eilanden.
De wetenschappelijke naam van de soort werd in 1884 als Diplax nigrifemur gepubliceerd door Edmond de Sélys Longchamps.